# Pelliidae
Pelliidae é uma subclasse de hepáticas de talo simples pertencente à classe Jungermanniopsida.

## Sistemática
A subclasse Pelliidae está dividida da seguinte forma:
- Fossombroniales
  - Calyculariineae   
    - Calyculariaceae

  - Fossombroniineae   
    - Allisoniaceae
    - Fossombroniaceae
    - Petalophyllaceae

  - Makinoiineae   
    - Makinoaceae
- Pallaviciniales
  - Pallaviciniineae   
    - Hymenophytaceae
    - Moerckiaceae
    - Pallaviciniaceae

  - Phyllothalliineae   
    - Phyllothalliaceae
- Pelliales
  - Pelliaceae

A informação filogenética disponível permite elaborar o seguinte cladograma:

|  | Pelliales                                                           |
|  |                                                                     |
|  | \| \| Fossombroniales \| \| \| \| \| \| Pallaviciniales \| \| \| \| |
|  |                                                                     |
|  | Fossombroniales                                                     |
|  |                                                                     |
|  | Pallaviciniales                                                     |
|  |                                                                     |

|  | Fossombroniales |
|  |                 |
|  | Pallaviciniales |
|  |                 |